# 德索托湖 (佛羅里達州)
德索托湖（英語：Desoto Lakes）是位於美國佛羅里達州薩拉索塔縣的一個人口普查指定地區。

## 地理
德索托湖的座標為27°22′33″N 82°29′34″W / 27.37583°N 82.49278°W，而該地最高點為海拔高度9米（即30英尺）。

## 人口
根據2010年美國人口普查的數據，德索托湖的面積為3.30平方千米，當中陸地面積為9.20平方千米，而水域面積為0.10平方千米。當地共有人口3646人，而人口密度為每平方千米1,104人。